# Nazionale femminile di rugby a 15 del Giappone
La nazionale di rugby a 15 femminile del Giappone (15人制女子日本代表?, 15-Ri-sei joshinihondaihyō), anche nota come Sakura Fifteen, è la selezione di rugby a 15 femminile che rappresenta il Giappone in ambito internazionale.
Attiva dal 1991, opera sotto la giurisdizione della Japan Rugby Football Union e ha preso parte a 4 edizioni della Coppa del Mondo (la più recente nel 2017), raggiungendo l'ottavo posto come miglior risultato.
Dal 2007, inoltre, partecipa al campionato asiatico femminile, competizione che ha vinto in totale 3 volte (assolute e consecutive) tra il 2015 e il 2017.
Al 2018 la squadra ha giocato 50 incontri internazionali, con 27 vittorie e 23 sconfitte.
Il commissario tecnico della selezione è, dal 2019, l'ex rugbista canadese Lesley McKenzie.
Al 2 dicembre 2024 la squadra occupa la 11ª posizione del ranking World Rugby.

## Storia
Praticato in Giappone fin dalla fine del XIX secolo, il rugby, benché per caratteristiche fisiche e culturali fosse ivi considerato come uno degli sport virili per eccellenza, capaci di ispirare solidarietà e cameratismo maschile, riuscì a trovare la sua strada anche tra le donne, tanto da permettere di formare una nazionale in grado di prendere parte alla Coppa del Mondo di rugby femminile 1991, la prima della storia della disciplina, in cui le atlete del Sol Levante si presentarono senza alcuna esperienza internazionale pregressa.
L'esordio assoluto delle giapponesi avvenne ad Aberavon, villaggio gallese di Neath Port Talbot, il 6 aprile 1991 nella prima giornata di Coppa del Mondo: a tenere a battesimo la debuttante nazionale fu la Francia che vinse 62-0; nelle altre due partite le inesperte giocatrici incassarono 37 punti dalla Svezia e 30 dalla Spagna senza marcarne alcuno, ma si distinsero per il fair play dimostrato in campo: a ogni meta delle avversarie si inchinarono rispettosamente per complimentarsi con la marcatrice e, al termine di ogni partita, ogni membro della squadra offrì alla sua controparte di ruolo un piccolo regalo, talora un origami, da essa stessa preparato.
Dopo una pausa di 3 anni la squadra si riformò per la Coppa del Mondo 1994 in Scozia: le giapponesi vinsero contro la Svezia la loro prima partita di sempre e tale risultato permise loro di accedere ai quarti di finale della competizione, anche se nella seconda partita del girone furono brutalmente surclassate dalle campionesse uscenti degli Stati Uniti che si imposero 121-0: le asiatiche si presentavano in campo con un mediano di mischia leggero e alto meno di un metro e mezzo e due giocatrici oltre i 47 anni d'età.
Nei quarti la Francia vinse 99-0 e, nei playoff per il quinto posto, il Giappone perse 0-57 dal Canada e 3-11 dall'Irlanda, comunque realizzando il suo miglior risultato mondiale, l'ottavo posto finale.
Facendo seguito a una breve serie di due incontri vinta nel 1998 contro Hong Kong, il 1º settembre 2000 il Giappone tenne a battesimo l'esordiente nazionale femminile di Samoa battendola 12-10 e, sconfiggendo a fine anno di nuovo Hong Kong per 62-0 in un incontro che, sebbene non ufficialmente valido come qualificazione alla Coppa del Mondo femminile (all'epoca ancora a inviti) servì per guadagnare l'informale diritto a essere chiamati a partecipare alla Coppa.
Nel 2002 in Spagna il Giappone fu battuto nella fase a gironi da Spagna e Italia, e nei play-off per gli ultimi 4 posti ebbe la meglio per 37-3 sui Paesi Bassi evitando quindi l'ultima piazza, e nella finale per il tredicesimo posto batté l'Irlanda; nonostante la posizione più bassa rispetto a 8 anni prima, chiuse la competizione con due vittorie all'attivo e una differenza punti fatti-subiti di -35.
Fatto salvo un breve tour europeo a fine 2004, le giapponesi tornarono in campo a fine 2005 per un quadrangolare a eliminazione diretta a Bangkok contro Thailandia, Hong Kong e Kazakistan per determinare la compagine asiatica che avrebbe preso parte alla Coppa del Mondo di rugby femminile 2006; a prevalere fu la nazionale ex-sovietica che batté in finale le rugbiste del Sol Levante per 19-3.
Nel 2007 il Giappone esordì nel campionato asiatico, piazzandosi terzo dopo avere perso la gara di semifinale contro il Kazakistan; prese parte anche a quello del 2009, valevole ufficialmente come zona continentale di qualificazione alla Coppa del Mondo 2010, giungendo fino alla gara finale ma venendo di nuovo sconfitto dal Kazakistan per 5-43.
Quattro anni più tardi la partecipazione al campionato asiatico 2013 servì da qualificazione alla Coppa del Mondo 2014, e anche in tale occasione le giapponesi furono sconfitte in finale dalle kazake, anche se solo per due punti, 23-25, dopo avere condotto anche di 7 punti nella ripresa.
Fu solo nel 2015 che giunse la prima vittoria nel torneo continentale, cui fece seguito la conferma l'anno successivo, in un'edizione che valse alla squadra l'avanzamento all'ultimo turno di qualificazione alla Coppa del Mondo 2017 poi conquistata in un triangolare contro Hong Kong e Figi a fine anno.
Nel torneo mondiale che si tenne ad agosto 2017 il Giappone, che vi si presentava fresco campione asiatico per la terza volta consecutiva, finì a zero punti nel girone in cui si trovò a competere contro Francia, le padrone di casa dell'Irlanda e l'Australia; nei play-off per le ultime 4 posizioni perse 0-22 contro l'Italia e successivamente, nella finale per l'undicesimo posto, batté Hong Kong.
Quelle alla Coppa del Mondo 2017 sono, allo stato, le più recenti uscite internazionali della squadra giapponese.
Tra il 2014 e il 2019 il C.T. della selezione fu Goshi Arimizu, cui sono legate le prime conquiste di trofei internazionali.
Dal 2019 la nazionale è affidata all'ex giocatrice internazionale canadese Lesley McKenzie, già allenatrice delle squadre a sette di Canada e dello stesso Giappone.

## Colori e simboli
Le uniformi dei rugbisti giapponesi sono storicamente a strisce bianche e rosse, combinazione cromatica che riprende i colori della bandiera nazionale (il noto Sol levante rosso su sfondo bianco rettangolare).
Le seconde uniformi sono normalmente blu con variazioni: a seconda delle versioni possono prevedere inserti neri o essere in tinta unita.
Il fornitore tecnico storico della federazione giapponese è l'azienda britannica Canterbury of New Zealand che opera nel Paese con una sua filiale autonoma; su tutte le maglie compare il fiore rosa di sakura (prunus serrulata, ciliegio ornamentale tipico dell'Estremo Oriente), tra i più noti simboli del Giappone.

## Palmarès
- Campionati asiatici: 3
2015, 2016, 2017

## Statistiche di squadra
Riepilogo al 30 novembre 2018.

### Incontri disputati
| Data              | Sede                  | Incontro                     | Note                    |
| ----------------- | --------------------- | ---------------------------- | ----------------------- |
| 6 aprile 1991     | Port Talbot           | Francia — Giappone 62-0      | Coppa del Mondo         |
| 10 aprile 1991    | Rhondda               | Svezia — Giappone 20-0       | Coppa del Mondo         |
| 11 aprile 1991    | Cardiff               | Spagna — Giappone 30-0       | Coppa del Mondo         |
| 13 aprile 1994    | Melrose               | Giappone — Svezia 10-5       | Coppa del Mondo         |
| 15 aprile 1994    | Melrose               | Stati Uniti — Giappone 121-0 | Coppa del Mondo         |
| 17 aprile 1994    | Edimburgo             | Francia — Giappone 99-0      | Coppa del Mondo         |
| 20 aprile 1994    | Melrose               | Canada — Giappone 57-0       | Coppa del Mondo         |
| 23 aprile 1994    | Edimburgo             | Irlanda — Giappone 11-3      | Coppa del Mondo         |
| 8 aprile 1998     | Kumagaya              | Giappone — Hong Kong 42-14   | Test match              |
| 12 aprile 1998    | Kumagaya              | Giappone — Hong Kong 39-0    | Test match              |
| 1º settembre 2000 | Apia                  | Samoa — Giappone 10-12       | Test match              |
| 15 dicembre 2000  | Hong Kong             | Hong Kong — Giappone 0-62    | Test match              |
| 13 maggio 2002    | Cornellà de Llobregat | Spagna — Giappone 62-0       | Coppa del Mondo         |
| 17 maggio 2002    | Cornellà de Llobregat | Italia — Giappone 30-3       | Coppa del Mondo         |
| 20 maggio 2002    | Gerona                | Giappone — Paesi Bassi 37-3  | Coppa del Mondo         |
| 24 maggio 2002    | Girona                | Giappone — Irlanda 18-0      | Coppa del Mondo         |
| 6 novembre 2004   | Amsterdam             | Paesi Bassi — Giappone 15-7  | Test match              |
| 14 novembre 2004  | Dublino               | Irlanda — Giappone 55-0      | Test match              |
| 3 giugno 2005     | Bangkok               | Giappone — Hong Kong 78-0    | Test match              |
| 5 giugno 2005     | Bangkok               | Kazakistan — Giappone 19-3   | Test match              |
| 2 novembre 2007   | Kunming               | Kazakistan — Giappone 10-6   | Campionato asiatico     |
| 4 novembre 2007   | Kunming               | Giappone — Singapore 20-7    | Campionato asiatico     |
| 5 giugno 2008     | Taldıqorğan           | Giappone — Singapore 17-10   | Campionato asiatico     |
| 7 giugno 2008     | Taldıqorğan           | Kazakistan — Giappone 39-3   | Campionato asiatico     |
| 4 novembre 2009   | Singapore             | Singapore — Giappone 11-35   | Qualificazioni mondiali |
| 6 novembre 2009   | Singapore             | Kazakistan — Giappone 43-5   | Qualificazioni mondiali |
| 22 maggio 2010    | Tokyo                 | Giappone — Hong Kong 17-0    | Campionato asiatico     |
| 29 aprile 2011    | Hong Kong             | Hong Kong — Giappone 0-15    | Test match              |

| Data             | Sede       | Incontro                    | Note                    |
| ---------------- | ---------- | --------------------------- | ----------------------- |
| 19 maggio 2012   | Tokyo      | Giappone — Hong Kong 61-15  | Test match              |
| 5 luglio 2012    | Kunshan    | Giappone — Hong Kong 41-17  | Campionato asiatico     |
| 7 luglio 2012    | Kunshan    | Kazakistan — Giappone 17-8  | Campionato asiatico     |
| 4 settembre 2013 | Alma-Ata   | Giappone — Hong Kong 82-0   | Campionato asiatico     |
| 7 settembre 2013 | Alma-Ata   | Kazakistan — Giappone 25-23 | Campionato asiatico     |
| 18 maggio 2014   | Hong Kong  | Giappone — Singapore 37-5   | Campionato asiatico     |
| 21 maggio 2014   | Hong Kong  | Hong Kong — Giappone 15-14  | Campionato asiatico     |
| 24 maggio 2014   | Hong Kong  | Kazakistan — Giappone 49-17 | Campionato asiatico     |
| 9 maggio 2015    | Fukuoka    | Giappone — Kazakistan 27-12 | Campionato asiatico     |
| 23 maggio 2015   | Hong Kong  | Hong Kong — Giappone 12-27  | Campionato asiatico     |
| 7 maggio 2016    | Hong Kong  | Hong Kong — Giappone 3-39   | Campionato asiatico     |
| 28 maggio 2016   | Tokyo      | Giappone — Hong Kong 30-3   | Campionato asiatico     |
| 13 dicembre 2016 | Hong Kong  | Giappone — Figi 55-0        | Qualificazioni mondiali |
| 17 dicembre 2016 | Hong Kong  | Hong Kong — Giappone 8-20   | Qualificazioni mondiali |
| 11 giugno 2017   | Caerphilly | Galles — Giappone 10-52     | Test match              |
| 8 luglio 2017    | Shiroyama  | Giappone — Hong Kong 58-0   | Campionato asiatico     |
| 15 luglio 2017   | Hong Kong  | Hong Kong — Giappone 19-60  | Campionato asiatico     |
| 9 agosto 2017    | Dublino    | Francia — Giappone 72-14    | Coppa del Mondo         |
| 13 agosto 2017   | Dublino    | Irlanda — Giappone 24-14    | Coppa del Mondo         |
| 17 agosto 2017   | Dublino    | Australia — Giappone 29-15  | Coppa del Mondo         |
| 22 agosto 2017   | Belfast    | Italia — Giappone 22-0      | Coppa del Mondo         |
| 26 agosto 2017   | Belfast    | Giappone — Hong Kong 44-5   | Coppa del Mondo         |
| 13 luglio 2019   | Newcastle  | Australia — Giappone 34-5   | Test match              |
| 19 luglio 2019   | Sydney     | Australia — Giappone 46-3   | Test match              |

### Riepilogo per avversario
| Avversario  | Primo incontro | G  | V  | N | P  | PF    | PS    | % V/G |
| ----------- | -------------- | -- | -- | - | -- | ----- | ----- | ----- |
| Australia   | 2017           | 3  | 0  | 0 | 3  | 23    | 119   | 0     |
| Canada      | 1994           | 1  | 0  | 0 | 1  | 0     | 57    | 0     |
| Figi        | 2016           | 1  | 1  | 0 | 0  | 55    | 0     | 100   |
| Francia     | 1991           | 3  | 0  | 0 | 3  | 14    | 233   | 0     |
| Galles      | 2017           | 1  | 1  | 0 | 0  | 52    | 10    | 100   |
| Hong Kong   | 1998           | 17 | 16 | 0 | 1  | 729   | 111   | 94,1  |
| Irlanda     | 1994           | 4  | 1  | 0 | 3  | 35    | 90    | 25    |
| Italia      | 2002           | 2  | 0  | 0 | 2  | 3     | 52    | 0     |
| Kazakistan  | 2005           | 8  | 1  | 0 | 7  | 92    | 214   | 12,5  |
| Paesi Bassi | 2002           | 2  | 1  | 0 | 1  | 44    | 18    | 50    |
| Samoa       | 2000           | 1  | 1  | 0 | 0  | 12    | 10    | 100   |
| Singapore   | 2007           | 4  | 4  | 0 | 0  | 109   | 33    | 100   |
| Spagna      | 1991           | 2  | 0  | 0 | 2  | 0     | 92    | 0     |
| Stati Uniti | 1994           | 1  | 0  | 0 | 1  | 0     | 121   | 0     |
| Svezia      | 1991           | 2  | 1  | 0 | 1  | 10    | 25    | 50    |
| Totale      | Totale         | 52 | 27 | 0 | 25 | 1 178 | 1 175 | 51,9  |